# Windows 95
Windows 95 (кодова назва Chicago) — орієнтована на споживача операційна система розроблена компанією Microsoft, як частина сімейства операційних систем Windows 9x. Перша система з сімейства 9х, наступник до Windows 3.1x, RTM-реліз стався 15 серпня 1995 року та у роздрібній торгівлі 24 серпня 1995. Windows 95 з'єднала, раніше розділені, MS-DOS i Microsoft Windows, та мала в собі значні покращення на відміну від свого попередника, найпомітніші у графічному інтерфейсі (GUI) та спрощених «plug-and-play» можливостях. Були також внесені суттєві зміни до основних компонентів операційної системи, такі як перехід від кооперативної багатозадачності 16-бітної архітектури до витискальної багатозадачності 32-бітної архітектури, принаймні при запуску лише 32-бітних програм захищеного режиму.
У супроводі великої рекламної кампанії, Windows 95 представила численні функції, які були представлені в пізніших версіях Windows, такі як панель завдань, кнопка «Пуск» та шляхи, якими користувач може орієнтуватися у системі.
Через три роки після випуску Windows 95 вийшла Windows 98. Microsoft закінчила основну підтримку для Windows 95 31 грудня 2000 року, а розширена підтримка закінчилася 31 грудня 2001 року.

## Розробка
Початковий дизайн Windows 95 можна відстежити приблизно у березні 1992, під час виходу Windows 3.1. У цей час, Windows for Workgroups 3.11 та Windows NT 3.1 досі були у розробці і план на майбутнє Microsoft був спрямований на Cairo. Cairo могла бути наступним поколінням для операційних систем Microsoft, базованих на Windows NT, включаючи в себе новий інтерфейс користувача та об'єктно-орієнтовану файлову систему, але вона не була запланована на випуск після 1994 року. Однак Cairo могла бути запланована до випуску частково у липні 1996 у формі Windows NT 4.0, але без об'єктно-орієнтованої файлової системи, котра повинна була потім розвинутися у WinFS.
Водночас з випуском Windows 3.1, IBM почала випуск OS/2 2.0. Microsoft зрозуміла свою потребу у оновленій версії Windows, яка могла би підтримувати 32-бітні додатки та витискальну багатозадачність, але все ще могла би працювати на дешевому обладнанні. (Windows NT не могла). З того моменту була розпочата розробка Windows «Chicago», яка стала відома під назвою Windows 4.0 або Windows 93, оскільки була запланована до випуску наприкінці 1993 року. Спочатку було рішення не додавати новий інтерфейс користувача, оскільки він був запланований для Cairo, та сфокусуватися на розробці більш простого встановлення, налаштування та знаходження у мережі. Windows 93 могла бути видана разом з MS-DOS 7.0, пропонуючи більшу інтеграцію з системою, роблячи при цьому безглуздими клони DOS від інших компаній. У цей час MS-DOS 7.0 була у розробці під кодовою назвою «Jaguar» та могла працювати з ядром «Cougar», яке було частиною Windows 3.1, щоб краще конкурувати з DR-DOS. Перша версія специфікацій для Chicago була закінчена 30 вересня 1992.  Cougar став ядром для Chicago.

### Бета
До офіційного виходу Windows 95, користувачі з США та Великої Британії мали можливість приєднатися до Windows 95 Preview Program. За $19.95/£19.95 користувачі отримували кілька 3.5-дюймових дискет для встановлення Windows 95 як оновлення для Windows 3.1 або встановлення з нуля. Учасники отримували безкоштовний попередній доступ до The Microsoft Network (MSN) — це онлайн сервіс, запущений компанією Microsoft разом з Windows 95. На період тестування Microsoft створила різні пункти електронного розповсюдження рекламної та технічної документації для Чикаго, включаючи детальний документ для медіа-оглядачів описуючи основні можливості нової системи. Термін дії тестових версій закінчився у листопаді 1995, після цього користувачу пропонувалося придбати власну копію фінальної версії Windows 95.

## Архітектура

Architectural diagram

Windows 95 була розроблена з максимальною сумісністю з вже існуючими MS-DOS та 16-бітними Windows програмами та драйверами для обладнання, пропонуючи більш стабільну та більш ефективну систему. Архітектура Windows 95 є еволюцією для Windows for Workgroups' 386 розширеному режимі. Найнижчій рівень системи має в собі велику кількість віртуальних драйверів обладнання (VxD) працюючих у 32-бітному захищеному режимі та одній (або більше) віртуальній DOS машині, працюючій у віртуальному 8086 режимі. Віртуальні драйвери обладнання відповідають за користування фізичних пристроїв (такі як відео-, або мережеві карти), емулювання віртуальних пристроїв, використаних віртуальними машинами, або забезпечення інших системних сервісів. Три найважливіші віртуальні драйвери:
Virtual Machine Manager (VMM32.VXD)Відповідальний за менеджмент пам'яті, обробник подій, керування перериванням, завантаження та ініціалізація драйверів віртуального обладнання, створення нових віртуальних машин та планування ниток.
Configuration Manager (CONFIGMG)Відповідальний за виконання Plug and Play функцій; моніторинг змін налаштувань обладнання; виявлення пристроїв використовуючи bus enumerators; та розподіл портів вводу/виводу, IRQ, каналів DMA та пам'яті безконфліктним способом.
Installable File System Manager (Input/Output Subsystem)Coordinates access to supported file systems. Windows 95 initially shipped with support for FAT12, FAT16, the VFAT extension, ISO 9660 (CDFS) and network redirectors, with later releases supporting FAT32.:Координує доступо до файлових систем, які підтримуються. Windows 95 з самого початку підтримує FAT12, FAT16, VFAT-розширення, ISO 9660 (CDFS) та мережеві переспрямовувачі. З наступними релізами підтримує FAT32.
Запит доступу до фізичного пристрою відправляється до Input/Output Supervisor, компонент відповідальний за планування запитів. Кожен фізичний пристрій має свій драйвер: доступ до диску виконується драйвером порту, коли доступ до SCSI пристрою керується через драйвер мініпорту, котрий працює поверх SCSI прошарку. Драйвери порту та мініпорту виконують операції вводу/виводу у 32-бітному захищеному режимі, в обхід MS-DOS та BIOS, даючи значний приріст у швидкості роботи. У випадку, якщо немає власного Windows драйверу для певного пристрою, або якщо пристрій вимушений працювати у режимі сумісності, Real Mode Mapper може отримати доступ через MS-DOS.
32-бітним програмам Windows призначені власні сегменти пам'яті, які можна налаштувати під будь-який потрібний розмір. Програма не может отримати доступ до області пам'яті поза своїм сегментом. Якщо програма виходить з ладу, то інші програми не пошкоджуються. Перед цим програми мали фіксовані, не ексклюзивні сегменти розміром 64 кілобайти. Незважаючи на те, що розмір 64 КБ був серйозним недоліком у DOS та Windows 3.x, відсутність гарантії ексклюзивності було причиною проблем із стабільністю, оскільки програми іноді перезаписували сегменти один одного.
Win32 API реалізований трьома модулями, кожен з яких складається з 16-бітного та 32-бітного компонентів::
ЯдроЗабезпечує доступ високого рівня до пам'яті та управління процесами, а також доступ до файлової системи. Складається з KRNL386.EXE, KERNEL32.DLL та VWIN32.VXD.
КористувачВідповідає за управління та малювання різних компонентів інтерфейсу користувача, таких як вікна, меню та кнопки. Складається з USER.EXE та USER32.DLL.
Graphics Device Interface (GDI)Відповідає за малювання графіки незалежним від пристрою способом. Складається з GDI.EXE та GDI32.DLL.

### Залежність від MS-DOS
Для кінцевих користувачів MS-DOS є основним компонентом Windows 95. Наприклад, можна запобігти завантаженню графічного інтерфейсу користувача та завантажувати систему в середовищі MS-DOS в реальному режимі. Це можна зробити, вставивши command.com у файл autoexec.bat. Це викликало дискусії серед користувачів та професіоналів щодо того, наскільки Windows 95 є операційною системою або звичайною графічною оболонкою, що працює над MS-DOS.
Коли запускається графічний інтерфейс користувача, менеджер віртуальної машини бере на себе функціонал, пов'язаний з файловою системою та диском. Сам MS-DOS переведений на рівень сумісності для 16-бітних драйверів пристроїв. Це контрастує з більш ранніми версіями Windows, які покладаються на MS-DOS для доступу до файлів та дисків (Windows for Workgroups 3.11 може також працювати в обхід MS-DOS коли 32-бітний доступ до файлів та 32-бітний доступ до диску були увімкнені). Зберігання MS-DOS в пам'яті дозволяє Windows 95 використовувати драйвери пристроїв DOS, коли відповідні драйвери Windows відсутні. Windows 95 здатний використовувати всі 16-бітні драйвери для Windows 3.x.
На відміну від Windows 3.1x, програмам DOS, що працюють у Windows 95, не потрібні драйвери DOS для миші, CD-ROM та звукової карти; натомість використовуються драйвери Windows. HIMEM.SYS все ще потрібен для завантаження Windows 95. Однак EMM386 та інші менеджери пам'яті використовуються лише застарілими програмами DOS. На додачу, налаштування CONFIG.SYS та AUTOEXEC.BAT (на відміну від HIMEM.SYS) не впливають на програми Windows. Ігри DOS, які неможливо виконати в Windows 3.x, можуть працювати в Windows 95 (ігри, як правило, закривають Windows 3.x або викликають інші проблеми). Як і у Windows 3.x, програми DOS, які використовують графічні режими EGA або VGA, працюють у віконному режимі (програми CGA і текстовий режим можуть продовжувати працювати).
При запуску компонент MS-DOS в Windows 95 відповідає на натиснуту клавішу F8 тимчасово призупинивши процес завантаження за замовчуванням та представивши меню параметрів завантаження DOS, дозволяючи користувачеві продовжувати нормально запускати Windows, запускати Windows у безпечному режимі або вийти до консолі DOS. Як і в попередніх версіях MS-DOS, немає 32-бітної підтримки, і драйвери DOS повинні бути завантажені для мишей та іншого обладнання.
Як наслідок, будучи заснованою на DOS, Windows 95 має підтримувати внутрішні структури даних DOS, синхронізовані зі структурами Windows 95. Запускаючи програму, навіть рідну 32-бітну програму Windows, MS-DOS миттєво виконується для створення структури даних відому як Program Segment Prefix. Для MS-DOS навіть можливо вийти за основну область пам'яті, створюючи перепони для запуску програми. Windows 3.x спочатку виділяв фіксовані сегменти основної області пам'яті. Оскільки сегменти були виділені як фіксовані, Windows не могла їх перемістити, що не дозволяло запускати більше програм.
Microsoft частково видалила підтримку для File Control Blocks у Windows 95 OSR2 (OEM Service Relese 2). Функції FCB можуть читати розділи FAT32, але не записувати в них інформацію.

## Інтерфейс користувача
Windows 95 представила перероблену оболонку на основі метафори робочого столу; робочий стіл був призначений для зберігання ярликів до програм, файлів і папок, що нагадує Mac OS.
У Windows 3.1 робочий стіл використовувався для відображення піктограм запущених програм. У Windows 95 поточні запущені програми відображалися у вигляді кнопок на панелі завдань у нижній частині екрана. Панель завдань також містила область сповіщень, яка використовується для відображення піктограм фонових програм, регулювання гучності та поточного часу.
Меню «Пуск», яке викликається натисканням кнопки «Пуск» на панелі завдань, було введено як додатковий засіб запуску програм або відкриття документів. Підтримуючи групи програм, які використовував його попередник менеджер програм, він також відображав програми в каскадних підменю.
Попередню програму File Manager було замінено на Провідник Windows.
Користувацький інтерфейс виглядав кардинально по іншому від попередніх версій Windows, але мова його дизайну не мала спеціальної назви, як Metro, Aqua або Material Design. Всередині компанії його називали «the new shell», а потім просто «the shell». Підпроєкт в Microsoft для розробки нової оболонки всередині був відомий як «Stimpy».
У 1994 році дизайнери Microsoft Марк Маламуд та Ерік Гаврилюк звернулися до Брайана Іно, щоб створити музику для проєкту Windows 95. Результатом цього стала шестисекундна мелодія для запуску Windows 95, The Microsoft Sound.
Після випуску Windows 95 та NT 4.0, Internet Explorer 4 поставлявся з додадковим оновленням Windows Desktop Update, котрий модифікував оболонку для запровадження нових функцій, інтегрованих з Internet Explorer, такі як Active Desktop (який дозволяв показувати контент з Інтернету прямо на робочому столі) та додаткові оновлення до Провіднику Windows.
Деякі елементи інтерфейсу користувача, введені в Windows 95, такі як робочий стіл, панель завдань, меню «Пуск» та файловий менеджер Windows Explorer, залишилися принципово незмінними для майбутніх версій Windows.

## Технічні удосконалення
У Windows 95 включена підтримка 255-символьних довгих імен файлів із змішаним регістром та 32-бітних додатків у захищеному режимі з витискальною багатозадачністю. 16-бітні процеси досі працювали у кооперативній.

### Довге ім'я файлу
32-бітний доступ до файлів необхідний для функції довгих імен файлів, запровадженої в Windows 95 за допомогою розширення файлової системи VFAT. Він доступний як для програм Windows, так і для програм MS-DOS, запущених з Windows (вони повинні бути трохи адаптовані, оскільки для доступу до довгих імен файлів потрібно використовувати більші буфери шляху файлу і, отже, різні системні виклики). Конкуруючі DOS-сумісні операційні системи, випущені до Windows 95, не можуть побачити ці імена. Використання старих версій утиліт DOS для маніпулювання файлами означає, що довгі імена не видимі і втрачаються, якщо файли переміщені чи перейменовані, а також копія (але не оригінал), якщо файл скопійований. Під час автоматичного оновлення Windows 95 з більш старої системи Windows 3.1, DOS та сторонні дискові утиліти, які можуть знищувати довгі імена файлів, ідентифікуються та робляться недоступними. Коли Windows 95 запускається в режимі DOS, наприклад для запуску програм DOS, низький рівень доступу до дисків заблокований. Якщо виникає потреба в утиліті для диску, яка не розпізнає довгі імена файлів, таких як утиліта дефрагментації MS-DOS 6.x, на CD-ROM надається програма під назвою LFNBACK для резервного копіювання та відновлення довгих імен файлів, зокрема в каталозі \ADMIN\APPTOOLS\LFNBACK.

### 32-бітність
Windows 95 також, як Windows for Workgroups 3.11, не підтримує старі, 16-бітні x86 процесори. тобто вимагає процесор Intel 80386 (або сумісний з ним). Хоча ядро ОС 32-бітне, багато коду (особливо для користувальницького інтерфейсу) залишилось 16-бітним з міркувань продуктивності, а також з обмеженнями часу розробки. Це мало згубний вплив на стабільність системи та призвело до частих збоїв у застосуванні.
Введення 32-бітного доступу до файлів у Windows for Workgroups 3.11 означало, що 16-бітний реальний режим MS-DOS не використовується для управління файлами під час роботи Windows, а більш раннє введення 32-бітного доступу до диска означає, що BIOS часто більше не використовується для управління жорсткими дисками.
DOS можна використовувати для запуску старих драйверів для сумісності, але Microsoft застерігає їх не використовувати, оскільки це запобігає правильній багатозадачності та погіршує стабільність системи. Панель управління дозволяє користувачеві бачити, які компоненти MS-DOS використовуються системою; оптимальна продуктивність досягається, коли вони не працюють. Ядро Windows використовує драйвери реального режиму стилю MS-DOS у безпечному режимі, який існує, щоб дозволити користувачеві виправляти проблеми, пов'язані із завантаженням власних драйверів у захищеному режимі.

## Системні вимоги
Офіційними системними вимогами були процесор Intel 80386DX будь-якої швидкості, 4 МБ оперативної пам'яті та 50–55 МБ місця на жорсткому диску в залежності від обраних функцій. Ці мінімальні вимоги були зроблені з метою максимізації міграції з доступного ринку Windows 3.1. Ця конфігурація сильно покладалася на віртуальну пам'ять і була оптимальною лише для продуктивного використання на спеціалізованих робочих станціях. Можна було запустити Windows 95 на 386 SX, але це призвело до ще менш прийнятної продуктивності завдяки 16-бітній зовнішній шині даних. Щоб досягти оптимальної продуктивності, Microsoft рекомендувала Intel 80486 або сумісний процесор з принаймні 8 МБ оперативної пам'яті.
Windows 95 може не завантажуватися на комп'ютерах з більш ніж, приблизно, 480 МБ пам'яті. У такому випадку може допомогти зменшення розміру кеш-файлів або розміру відеопам'яті. Теоретичний максимум за даними Microsoft становить 2 ГБ.
Більшість примірників Windows 95 знаходилися на компакт-диску, однак версія з дискетами також була для старих машин. Роздрібна версія Windows 95 на дискетах поставлялася на 13 дискетах формату DMF, в той час як OSR 2.1 вдвічі збільшила кількість дискет до 26. Обидві версії виключають додаткове програмне забезпечення, яке, можливо, містила версія CD-ROM. Microsoft Plus! для Windows 95 також був доступний на дискетах. DMF був спеціальним 21-секторним форматом, який Microsoft використовував для зберігання 1,68 МБ на дискетах, а не звичайних 1,44 МБ.

## Можливість оновлення
Windows 95 була замінена на Windows 98 і все ще може бути безпосередньо оновлена до Windows 2000 Professional або Windows Me. Office 2000 — це остання версія Microsoft Office, сумісна з Windows 95.Аналогічно, Windows Media Player 7.1, випущена в травні 2001 року, і DirectX 8.0a, випущена в лютому 2001 року, є останніми версіями Windows Media Player та DirectX, доступними для Windows 95 відповідно.

### Internet Explorer
Windows 95 спочатку постачався без Internet Explorer, а встановлення мережевих налаштувань за замовчуванням не включало в себе TCP/IP, мережевий протокол, що використовується в Інтернеті. На дату випуску Windows 95 був доступний Internet Explorer 1.0, але тільки в Plus! пакеті додатків для Windows 95, який був окремим продуктом. Plus! пакет не охопив стільки роздрібних споживачів, скільки сама операційна система (в основному вона рекламувалася за додатки, що не стосуються Інтернету, такі як теми та краще стискання диска) але зазвичай включався в попередньо встановлену (OEM) систему та на момент випуску Windows 95, Інтернет переглядався в основному за допомогою різних ранніх веббраузерів, таких як NCSA Mosaic та Netscape Navigator (рекламувались такими продуктами, як IBox).
Windows 95 OEM Service Release 1 був першим випуском Windows, який включив Internet Explorer (версія 2.0) до ОС. Поки не було деінсталятору програми, її можна легко видалити за бажанням. До OEM Service Release 2 вклчено Internet Explorer 3. Встановлення Internet Explorer 4 на Windows 95 (або на комп'ютері попередньо встановлена версія OSR2.5) дало можливість інтегрувати Active Desktop та браузер у Провідник Windows, відомий як Windows Desktop Update. CD версія останнього випуску Windows 95, OEM Service Release 2.5 (версія 4.00.950C), включає Internet Explorer 4 та встановлює її після завершення початкових налаштувань та першого завантаження Windows 95.
Хоча лише серія 4.x браузера містила можливість встановлення функцій оновлення Windows Desktop Update, у наступній версії 5.x функція була прихована. Редагування конфігураційного файла інсталятора, що знаходиться у тимчасовій папці, зробить функцію доступною у програмі установки. Крім того, користувач може встановити IE4 разом із оновленням робочого столу, перш ніж встановлювати нову версію Internet Explorer. Остання версія Internet Explorer, що підтримується в Windows 95, — це Internet Explorer 5.5, яка вийшла в 2000 році. Windows 95 постачається за допомогою власного онлайн-сервісу Microsoft, який називається The Microsoft Network (MSN).

## Випуск і просування
Випуск Windows 95 включав рекламний ролик із синглом The Rolling Stones 1981 року «Start Me Up» (посилання на кнопку «Пуск»). Поширювалося повідомлення, що компанія Microsoft заплатила Rolling Stones від 8 до 14 млн доларів США за використання пісні в рекламній кампанії Windows 95. Однак Microsoft заявила, що це були лише чутки, які розповсюджувала група для підвищення їх ринкової вартості, і компанія фактично сплатила лише частину цієї суми. 30-хвилинний рекламний ролик із позначкою «кібер-ситком», в якому були Дженніфер Еністон та Меттью Перрі, також був випущений для демонстрації особливостей Windows 95. В рекламній кампанії Microsoft у розмірі 300 мільйонів доларів США представлені історії людей, які чекають у магазинах, щоб отримати копію.
У Великій Британії найбільша комп'ютерна мережа PC World отримала велику кількість копій для продажу; багато філій відкрилося опівночі, щоб продати перші примірники товару. Копії The Times були доступні безкоштовно, і Microsoft заплатила за 1,5 мільйона випусків (вдвічі більше, ніж щоденний тираж на той час).
У Сполучених Штатах Емпайр Стейт Білдінг в Нью-Йорку було освітлено відповідними кольорами до логотипу Windows. У Канаді з вершини Сі-Ен Тауер в Торонто було вивішено транспарант висотою у 100 метрів.
До випуску було включено ряд файлів «Fun Stuff» на компакт-диску, включаючи музичні відеозаписи Еді Брікелла «Good Times» та Weezer "Buddy Holly, " трейлер до фільму 1995 року Роб Рой та комп'ютерна гра Hover!
Продажі були великими, мільйон примірників було продано по всьому світу лише за чотири дні. За даними International Data Corporation, до кінця 1998 року Windows 95 була найбільш використовуваною настільною ОС з 57,4 % частки ринку, а його наступник Windows 98 зайняв друге місце на рівні 17,2 %. У травні 1999 року Windows 95 все ще продала більше копій великим клієнтам, що не належать до OEM.

### Видання
Випущено ряд видань Windows 95. Лише оригінальний реліз був проданий у вигляді упакованого продукту; lпізніші видання були надані лише OEM виробникам комп'ютерів для встановлення на нових ПК. З цієї причини ці видання відомі як OEM Service Releases (OSR).
Разом із впровадженням Windows 95, Microsoft випустила Microsoft Plus! для пакета Windows 95, який містив ряд додаткових компонентів для мультимедійних ПК високого класу, включаючи Internet Explorer, DriveSpace та додаткові теми.
Перший пакет оновлень був доступний через півроку після початкового випуску де було виправлено ряд мінорних помилок.
Другий пакет оновлень в основному представляв підтримку нового апаратного забезпечення, зокрема, підтримку жорстких дисків об'ємом більше 2 Гб у вигляді файлової системи FAT32. Цей випуск ніколи не був доступний для кінцевих споживачів безпосередньо, а продавався лише через OEM із придбанням нового ПК. 
Повний третій пакет послуг ніколи не виходив, але два менші оновлення до другого були випущені у вигляді USB Supplement (OSR 2.1) та Windows Desktop Update (OSR 2.5). Обидва були доступні як окремі оновлення, так і оновлені зображення дисків, що постачаються виробниками OEM. OSR 2.5 відзначився тим, що показав ряд змін у Провіднику Windows, інтегруючи його з Internet Explorer 4.0 — ця версія Internet Explorer виглядає дуже схожою на версію, представлену в Windows 98.
| Назва релізу                   | Кодова назва | Дата виходу       | Версія                 | Версія                                                      | Версія              | Програмні компоненти | Програмні компоненти | Програмні компоненти | Програмні компоненти | Підтримка обладнання | Підтримка обладнання | Підтримка обладнання | Підтримка обладнання | Підтримка обладнання | Підтримка обладнання | Підтримка обладнання | Підтримка обладнання | Підтримка обладнання           |
| Назва релізу                   | Кодова назва | Дата виходу       | У властивостях системи | У системних файлах                                          | Час                 | MS-DOS               | Internet Explorer    | DriveSpace           | DirectX              | FAT32                | Infrared             | UDMA                 | IRQ steering         | USB                  | IEEE1394             | AGP                  | MMX                  | P6                             |
| ------------------------------ | ------------ | ----------------- | ---------------------- | ----------------------------------------------------------- | ------------------- | -------------------- | -------------------- | -------------------- | -------------------- | -------------------- | -------------------- | -------------------- | -------------------- | -------------------- | -------------------- | -------------------- | -------------------- | ------------------------------ |
| Windows 95 (retail and OEM)    | Chicago      | 24 серпня 1995    | 4.00.950               | 4.00.950                                                    | 1995-07-11 09:50:00 | 7.0                  | Н/Д                  | 2                    | Н/Д                  | Ні                   | Ні                   | Ні                   | Ні                   | Ні                   | Ні                   | Ні                   | Bugs                 | Bugs                           |
| Microsoft Plus! for Windows 95 | Frosting     | 24 серпня 1995    | Н/Д                    | 4.40.310                                                    | 1995-07-14 04:40:00 | 7.0                  | 1.0                  | 3                    | Н/Д                  | Ні                   | Ні                   | Ні                   | Ні                   | Ні                   | Ні                   | Ні                   | Bugs                 | Bugs                           |
| Service Pack 1                 | Н/Д          | 14 лютого 1996    | 4.00.950a              | 4.00.951                                                    | 1995-12-31 09:50:00 | 7.0                  | 2.0                  | 2                    | Н/Д                  | Ні                   | Так                  | Ні                   | Ні                   | Ні                   | Ні                   | Ні                   | Bugs                 | Bugs                           |
| OEM Service Release 1          | Н/Д          | 14 лютого 1996    | 4.00.950a              | 4.00.951                                                    | 1996-02-02 09:51:00 | 7.0                  | 2.0                  | 2                    | Н/Д                  | Ні                   | Так                  | Ні                   | Ні                   | Ні                   | Ні                   | Ні                   | Bugs                 | Bugs                           |
| OEM Service Release 2          | Detroit      | 24 серпня, 1996   | 4.00.950 B             | 4.00.1111                                                   | 1996-08-24 11:11:11 | 7.1                  | 3.0                  | 3                    | 2.0a                 | Так                  | Так                  | Так                  | Так                  | Ні                   | Так                  | Ні                   | Так                  | Так з оновленим USB supplement |
| USB Supplement to OSR2         | Н/Д          | 27 серпня 1997    | 4.00.950 B             | 4.03.1212 4.03.1214 4.03.1216 (with updated USB supplement) | 1997-04-10 12:14:00 | 7.1                  | 3.0                  | 3                    | 2.0a                 | Так                  | Так                  | Так                  | Так                  | Так                  | Так                  | Так                  | Так                  | Так з оновленим USB supplement |
| OEM Service Release 2.1        | Н/Д          | 27 серпня 1997    | 4.00.950 B             | 4.03.1212 4.03.1214 4.03.1216 (with updated USB supplement) |                     | 7.1                  | 3.0                  | 3                    | 2.0a                 | Так                  | Так                  | Так                  | Так                  | Так                  | Так                  | Так                  | Так                  | Так з оновленим USB supplement |
| OEM Service Release 2.5        | Н/Д          | 26 листопада 1997 | 4.00.950 C             | 4.03.1216                                                   | 1997-11-26 12:16:00 | 7.1                  | 4.00                 | 3                    | 5.0                  | Так                  | Так                  | Так                  | Так                  | Так                  | Так                  | Так                  | Так                  | Так з оновленим USB supplement |

## Підтримка
31 грудня 2001 року Microsoft припинила підтримку Windows 95, зробивши її «застарілим» продуктом відповідно до Microsoft Lifecycle Policy.
Багато функцій, які стали ключовими компонентами серії Microsoft Windows, такі як меню «Пуск» та панель завдань, створені в Windows 95. Ніл Макдональд, аналітик Gartner, заявив, що Windows 95 «був квантовим стрибком у різниці в технологічних можливостях та стабільності». на Фрід із CNET заявила, що «до моменту, коли Windows 95 нарешті була виведена з ринку в 2001 році, вона стала пристосуванням для настільних комп'ютерів у всьому світі.»
Незважаючи на те, що підтримка Windows 95 закінчилася, програмне забезпечення періодично залишається у використанні на застарілих системах для різних цілей. Крім того, деякі ентузіасти відеоігор вирішили використовувати Windows 95 для своєї застарілої системи, щоб грати в старі ігри в DOS, хоча деякі інші версії Windows, такі як Windows 98, також можуть бути використані для цієї мети.

## Також
- Windows 9x